# Gerusia
Die Gerusia (auch Gerusie, griechisch γερουσία gerousía, deutsch ‚Senat‘) war ursprünglich ein Ältestenrat im antiken Sparta. Es war eine Versammlung von 28 männlichen Bürgern Spartas, den Gerontes (γέρων gérōn, deutsch ‚der Greis‘), welchen ein Mindestalter von 60 Jahren vorgeschrieben wurde, dazu die beiden Könige. Durch die Große Rhetra (Plutarch) wurde die Gerusia im 7. Jahrhundert zu einem dauerhaften und zentralen Staatsorgan aufgewertet. Nach Aristoteles waren die „Schönen und Guten“ existentiell an die Gerusia gebunden. Obwohl es außer dem Alter keine offiziellen Zulassungsbeschränkungen zur Aufnahme gab, blieb sie ein exklusives Gremium. 
Die Gerusia bildete eine der drei Institutionen der Verfassung Spartas, neben den Ephoren, den fünf leitenden Beamten, und der Apella, der Volksversammlung. Die eingesetzten Mitglieder wurden auf Lebenszeit von der Volksversammlung gewählt. Diese Wahl erfolgte durch die Lautstärke des Beifalls und der Zurufe, welche die amtierenden Gérontes erhielten. Die Wahl erhielt somit einen gruppendynamischen Charakter, bei dem die Artikulationen der einzelnen Bürger kontrolliert bzw. durch einflussreiche Leute manipuliert werden konnten.
Die Gerusia galt als (vor-)beratendes Organ. Ihre Kompetenzen erstreckten sich auf politische und prozessuale Bereiche. Die Gerusia beriet, welche Anträge der Volksversammlung zu unterbreiten waren und welche nicht. Somit war sie an allen staatstragenden Geschäften und bindenden Beschlüssen beteiligt. Ihre Stellung in der Verfassung Spartas ist vergleichbar mit der des Areopag in Athen. Besonders bedeutend war sie für die strafrichterlichen sowie für die Kapitalprozesse, die mit der Todesstrafe, Verbannung oder dem Verlust des Bürgerrechts geahndet wurden (Aristoteles, Plutarch). Die Fälle liefen in Zusammenarbeit mit den Ephoren ab. Durch überlieferte Prozesse wird die Bestechlichkeit der Gerusia bestätigt. Bereits im 7. Jahrhundert konnte die Gerusia der Volksversammlung Anträge vorlegen (Plutarch). Die Geronten hatten ebenfalls das Recht, Beschlüsse der Volksversammlung zu widerrufen bzw. zu verhindern. Mit ihren Vorberatungs- und Verhinderungskompetenzen bildeten die Geronten eine wichtige Schnittstelle im spartanischen Staat. 
Doch tritt die Gerusia in der Klassischen Zeit (500–336 v. Chr.) in den Überlieferungen nicht häufig auf. Aristoteles kritisiert die spartanische Gerusia im 4. Jahrhundert auf das Schärfste und bemängelt neben dem seiner Meinung nach viel zu hohen Alter der Geronten auch das „kindische“ Auswahlverfahren.